# Magnus Bäckstedt

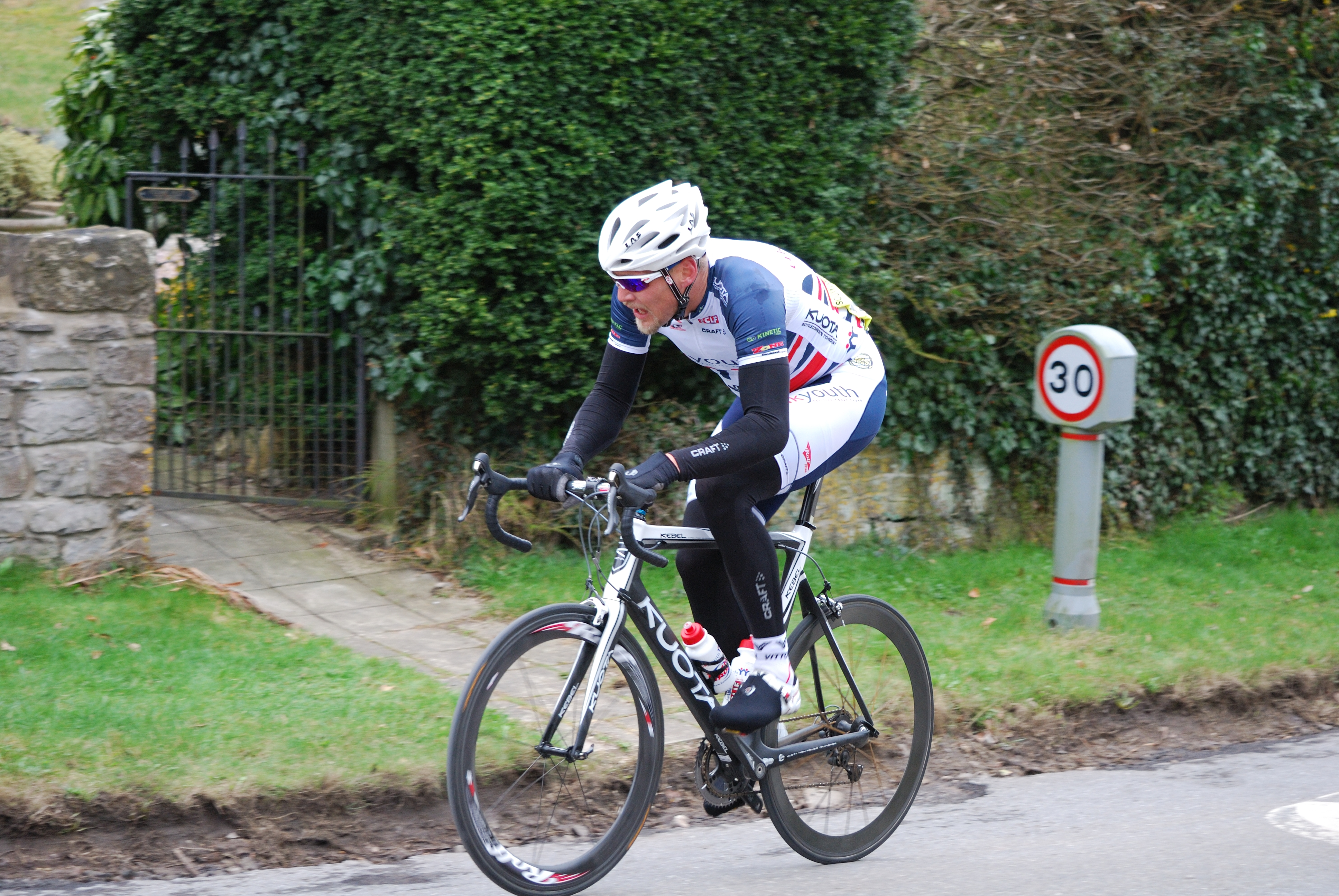
Bäckstedt (2011)

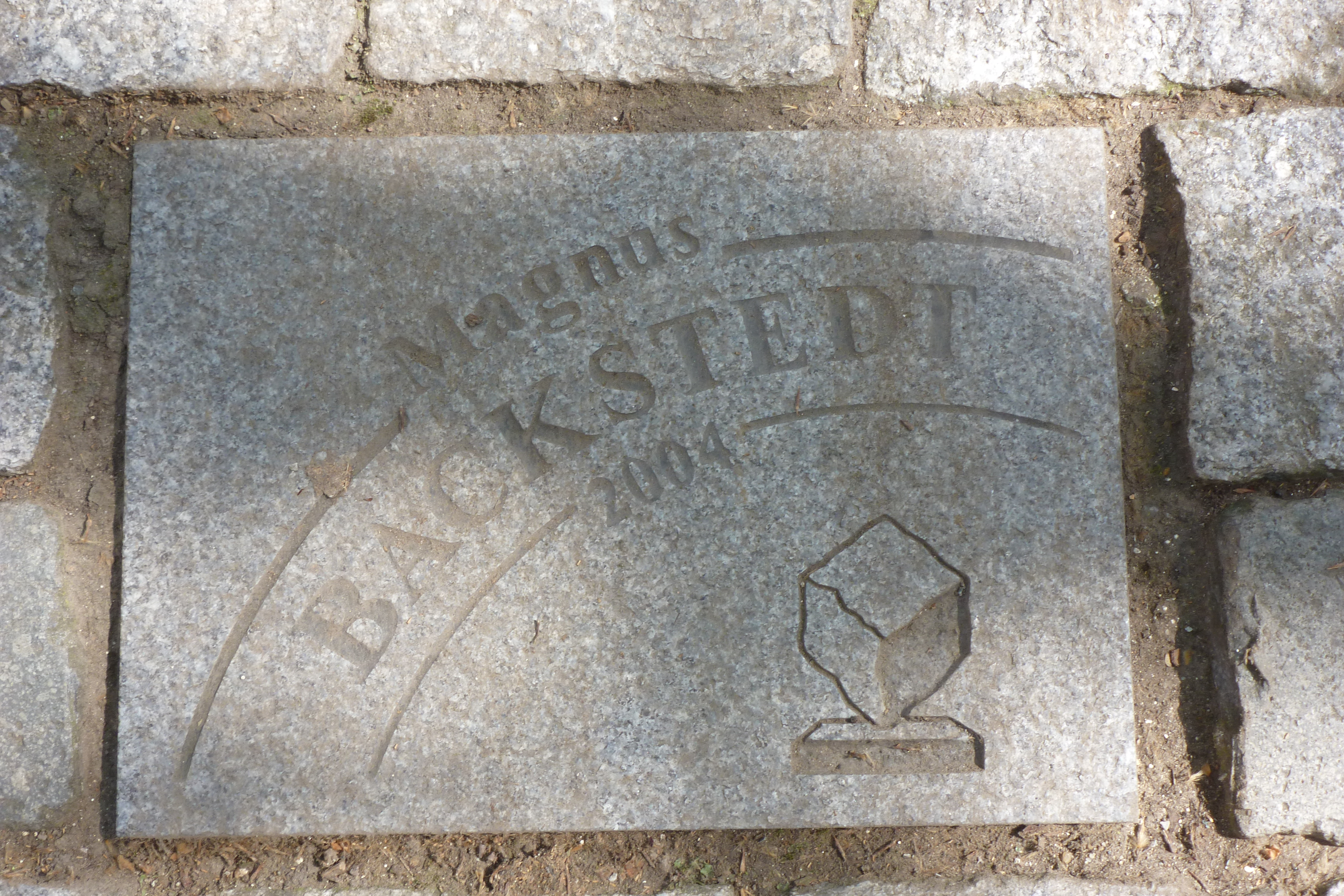
Ehren-Pflasterstein für Magnus Bäckstedt in Roubaix für seinen Sieg im Jahr 2004

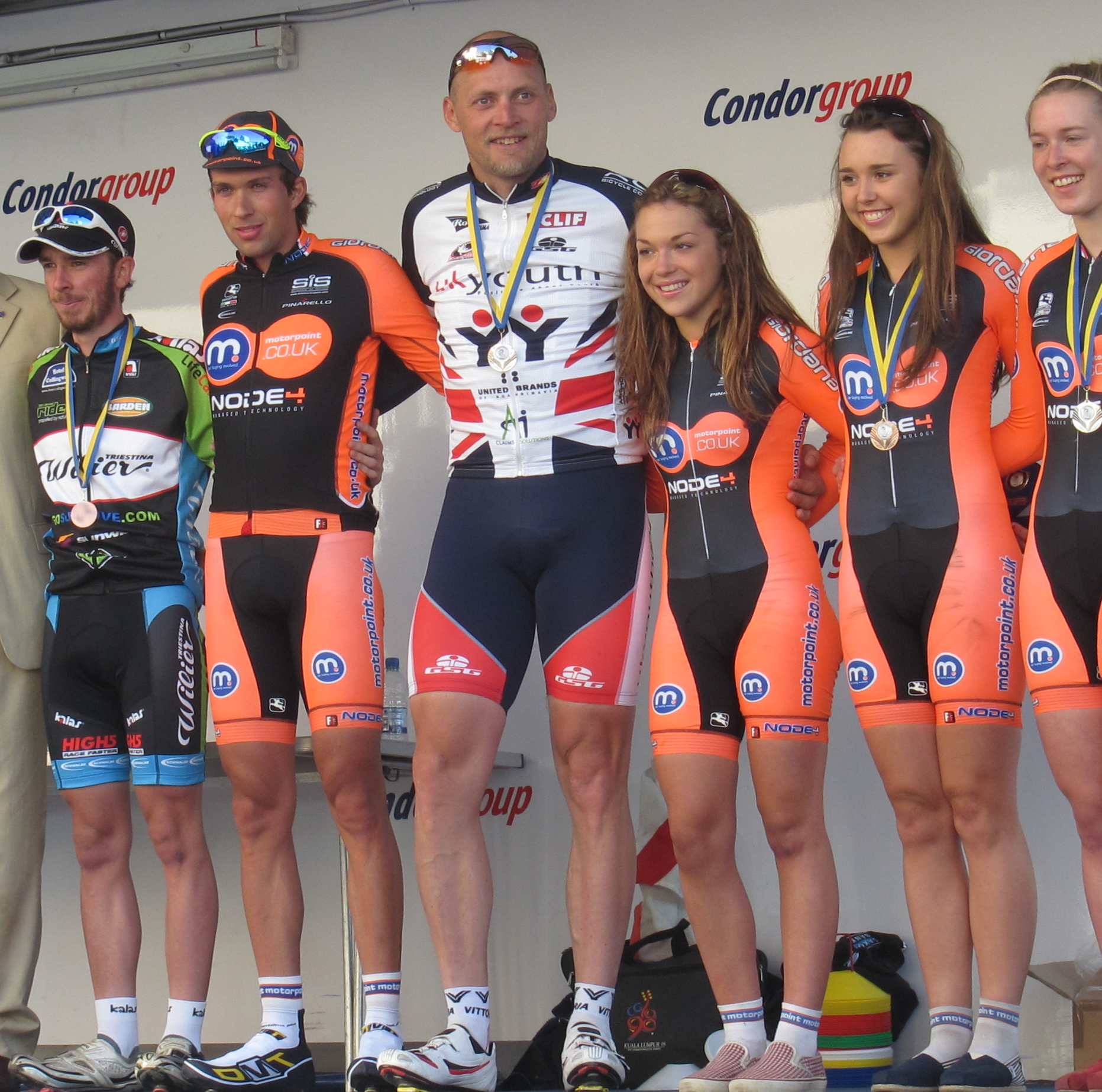
Big Magnus im Kreis anderer Radsportler (2011)

Magnus Bäckstedt (* 30. Januar 1975 in Linköping) ist ein ehemaliger schwedischer Radrennfahrer. 1998 gewann er als erster Schwede eine Etappe der Tour de France und 2004 als bisher einziger Schwede den Rennklassiker Paris–Roubaix (Stand 2025).

## Sportlicher Werdegang
Magnus Bäckstedt begann seine sportliche Laufbahn im Alter von drei Jahren als Skiläufer und war als Schüler Mitglied des Nationalteams. Zum Ausgleich betrieb er Training auf dem Fahrrad und wechselte schließlich im Alter von zwölf Jahren ganz zum Radsport. 1992 und 1993 gewann er mehrere nationale Junioren-Titel. 1994 startete er bei den Straßenweltmeisterschaften im Mannschaftszeitfahren und belegte mit dem schwedischen Team (Jan Karlsson, Magnus Knutsson und Magnus Astroem) Platz vier. 1995 entschied er zwei Etappen der Boland Bank Tour für sich, im Jahr darauf gewann er die Gesamtwertung dieser Rundfahrt.
1996 erhielt Bäckstedt bei Collstrop seinen ersten Vertrag. 1997 gewann er den Grand Prix d’Isbergues. 1998 siegte er bei der 242 Kilometer langen 19. Etappe der Tour de France von La Chaux-de-Fonds nach Autun. Damit war er der erste Schwede, dem ein Etappensieg bei der Tour gelang. Im selben Jahr wurde er Siebter bei Paris–Roubaix. 2002 gewann er Le Samyn, und 2003 wurde er schwedischer Meister in der Staffel, eine speziell in den skandinavischen Ländern ausgetragene Radsportdisziplin, und im Einzelzeitfahren. 2007 errang er den nationalen Titel im Straßenrennen.
Sein größter sportlicher Erfolg war der Sieg Paris–Roubaix im Jahre 2004. Bäckstedt gewann das Rennen im Sprint einer vierköpfigen Ausreißergruppe, die sich zehn Kilometer vor dem Ziel bildete. Mit diesem Sieg durchkreuzte er die Ambitionen von Johan Museeuw, das Rennen zum vierten Mal hatte gewinnen und alleiniger Rekordhalter hatte werden wollen. Bäckstedt ist der bisher einzige Schwede, dem ein Sieg bei diesem Klassiker gelang. 2005 belegte er bei Paris–Roubaix Rang vier.
Nachdem er 2009 erstmals das Ende seiner Radsportkarriere verkündet hatte, dann aber als Rennfahrer zurückkehrte, trat er 2013 endgültig vom aktiven Radsport zurück.

## Diverses
Mit einer Größe von 193 Zentimetern bei 90 bis 95 Kilogramm Renngewicht war Bäckstedt einer der größten und imposantesten Fahrer im Profi-Radsport, weshalb er auch Big Magnus oder Magnus Maximus genannt wurde, hinter dem man fahre wie „hinterm Bus“.
Bäckstedt ist verheiratet mit der ehemaligen britischen Radsportlerin Megan Hughes, lebt in Wales und schreibt seinen Namen nun Backstedt (Stand 2018). Ihre gemeinsame Tochter Elynor startete 2018 als Juniorin bei den Straßenweltmeisterschaften. Auch seine jüngere Tochter Zoë ist als Rennfahrerin aktiv und schon international erfolgreich.
Seit seinem Rücktritt vom Leistungsradsport ist Bäckstedt vielfältig aktiv: als Kommentator im Fernsehen, Manager von Amateur-Radsportteams, sowie als Unternehmer in verschiedenen Bereichen. So ließ er eine Kaffeemarke Magnus Maximus produzieren. Auch ist er als Triathlet und Triathlon-Trainer aktiv.
Im Oktober 2022 wurde Bäckstedt vom UCI Women’s WorldTeam Canyon SRAM Racing als Sportlicher Leiter verpflichtet.

## Erfolge
1992
- Schwedischer Junioren-Meister – Einzelzeitfahren

1993
- Schwedischer Junioren-Meister – Einzelzeitfahren, Straßenrennen, Einzelzeitfahren (Mannschaftswertung), Mannschaftszeitfahren

1995
- zwei Etappen Boland Bank Tour

1996
- Gesamtwertung, Prolog und eine Etappe Boland Bank Tour

1997
- Grand Prix d’Isbergues

1998
- eine Etappe Tour de France
- eine Etappe Schweden-Rundfahrt

2002
- Le Samyn

2003
 Schwedischer Meister – Einzelzeitfahren, Staffelrennen
2004
- Paris–Roubaix

2007
- Schwedischer Meister – Straßenrennen

2008
- eine Etappe Giro d’Italia

## Wichtige Platzierungen
| Grand Tour            | 1998 | 1999 | 2000 | 2001 | 2002 | 2003 | 2004 | 2005 | 2006 | 2007 | 2008 |
| --------------------- | ---- | ---- | ---- | ---- | ---- | ---- | ---- | ---- | ---- | ---- | ---- |
| Giro d’ItaliaGiro     | –    | –    | –    | –    | –    | 70   | DNF  | –    | –    | –    | DNF  |
| Tour de FranceTour    | 79   | DNF  | 123  | –    | –    | –    | DNF  | DNF  | DNF  | –    | DNF  |
| Vuelta a EspañaVuelta | –    | –    | –    | –    | –    | –    | –    | 112  | 111  | 128  | –    |

| Monument           | 1998 | 1999 | 2000 | 2001 | 2002 | 2003 | 2004 | 2005 | 2006 | 2007 | 2008 |
| ------------------ | ---- | ---- | ---- | ---- | ---- | ---- | ---- | ---- | ---- | ---- | ---- |
| Mailand–Sanremo    | 140  | –    | –    | DNF  | –    | –    | 140  | DNF  | DNF  | –    | DNF  |
| Flandern-Rundfahrt | –    | –    | 79   | DNF  | –    | –    | 66   | 61   | –    | –    | 42   |
| Paris–Roubaix      | 7    | DNF  | 19   | DNF  | –    | –    | 1    | 4    | –    | 47   | DNF  |